# آنت کلرمن
آنت کلرمن (انگلیسی: Annette Kellermann; ۶ ژوئیهٔ ۱۸۸۷) یک هنرپیشه، هنرمندِ وودویل، نویسنده و شناگر اهل استرالیا بود.
از فیلم‌ها یا مجموعه‌های تلویزیونی که وی در آن‌ها نقش داشته‌است، می‌توان به دختر خدایان (۱۹۱۶) اشاره نمود.
در سال ۱۹۰۷، پلیس بوستون او را در ساحل آن شهر به‌سبب به‌تن کردن لباس شنایی یک‌تکه، بدن‌نما، تنگ، و بدون آستین دستگیر کرد. آنت کلرمن را آغازگر مد لباس شنای بدن‌نما می‌دانند.